# Rhyacophila dumogana
Rhyacophila dumogana är en nattsländeart som beskrevs av Arturs Neboiss och Lazar Botosaneanu 1988. Rhyacophila dumogana ingår i släktet Rhyacophila och familjen rovnattsländor. Inga underarter finns listade i Catalogue of Life.